# Династія Дінь
Династія Дінь (968 —980 роки) — в'єтнамська династія, що правила в державі Дайков'єт. Утворилася після занепаду династії Нго. У 980 році влада мирно перейшла до династії ранніх Ле.

## Історія
Після смерті у 944 році Нго Куєна династія Нго поступово занепадала. Остаточний розпад відбувся в так званну Епоху дванадцяти шикуанів. В цей час посилюється рід Дінь, представники якого були мандаринами при дворі Нго. Один з них — Дінь Бо Лінь спочатку був військовиком, потім шляхом успішних походів, інтриг, дипломатії та шлюбів зумів до 968 року підкорити усіх шикуанів й знову об'єднати країну.
Саме Дінь Бо Лінь заклав основу відродженню країни. Він взяв собі титул хоанде (аналог китайського хуаньді-імператора), впровадив власні аристократичні титули та дав нову назву державі — Дайков'єт («Великий буддистський В'єт»). Цим було підкреслено самостійність нового утворення. Намагався зберігати гарні стосунки з Південною Хань, водночас зміцнюючи військо та господарство. Вперше починає карбуватися власна монета.
У 971 році Дайков'єт стикнувся з військом імперії Сун, яка знищила Південну Хань. Втім на той час династія Дінь суттєво зміцнилася. Водночас сунські військовики мали інших супротивників — Південну Тан і Уюе, боротьба з якими тривала до 978 року. За цей час Дінь Бо Лінь номінально визнав владу Сун, натомість отримавши визнання титулу вана.
Занепад династії почався 979 року, коли Дінь Бо Ліня та його сина-спадкоємця Дінь Л'єна було вбито. Влада перейшла до малолітнього Дінь Фе Де, за якого правила мати Зионг Ван Нга. У 980 році у зв'язку з загрозою з боку Китаю регентша піддалася тиску головнокомандувача Ле Хоана, передавши тому владу. Останній став засновником нової династії — Ранніх Ле.